# Stork (Unternehmen)
Stork B.V. war ein niederländisches Maschinen- und Anlagenbauunternehmen mit Hauptsitz in Naarden (Gemeinde Gooise Meren) in Nordholland und seit 2015 im Besitz des US-Anlagenbauers Fluor.
Die Geschäftseinheiten wurden in den 2020er Jahren länderweise verkauft.

## Geschichte

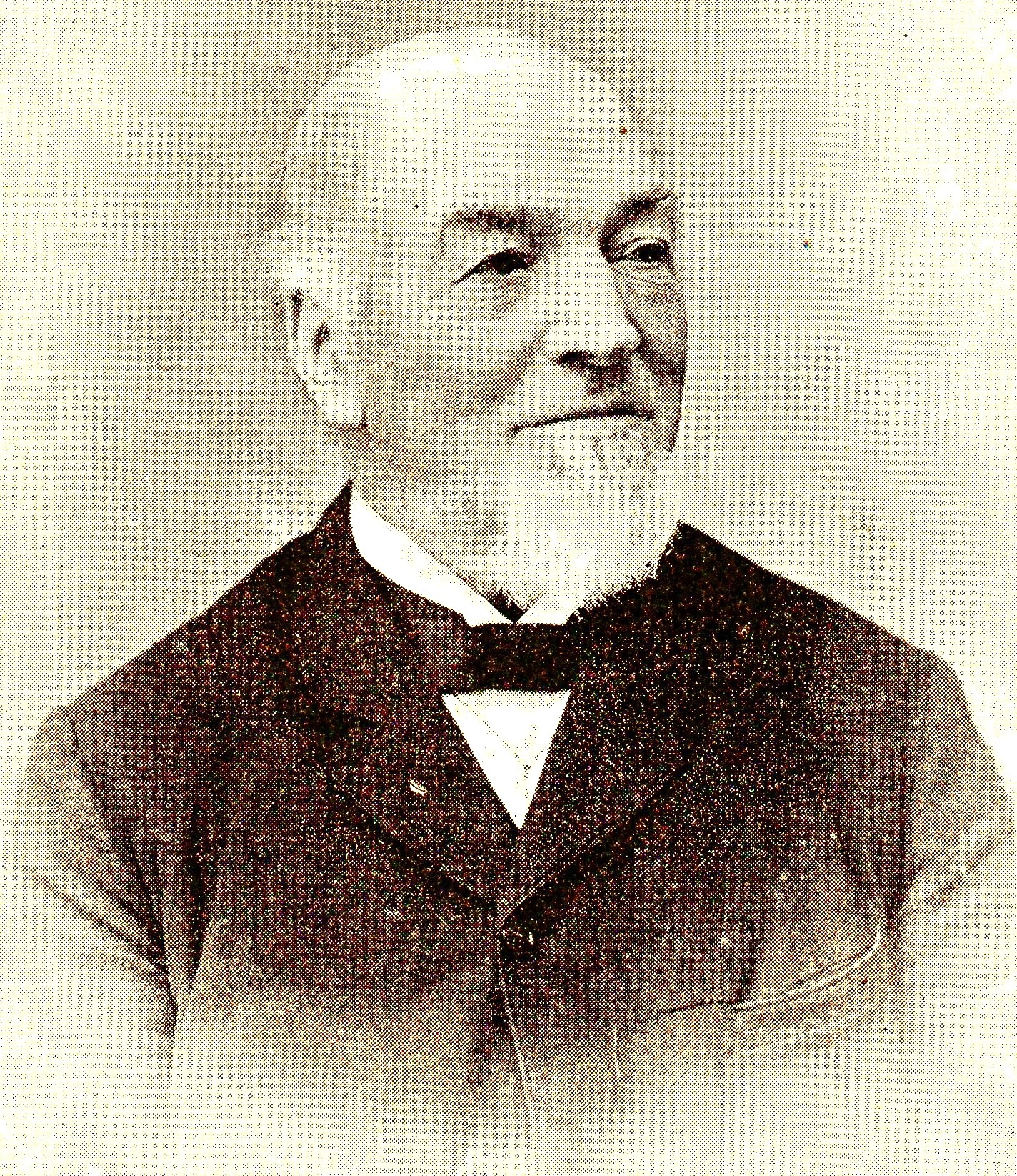
Der Unternehmensgründer Charles Theodorus Stork (1822–1895)

Gegründet wurde das Unternehmen unter dem Namen Machinefabriek Gebroeders Stork & Co. im Jahre 1865 in Borne unter der Führung von Charles Theodorus Stork. Dieser betrieb bereits eine kleine Weberei und hatte festgestellt, dass der Bedarf an Textilmaschinen stark zunahm und witterte ein lohnendes Geschäft als Maschinenhersteller. 1868 zog das junge Unternehmen nach Hengelo um.
Im ausgehenden 19. und frühen 20. Jahrhundert wuchs Stork zu einem der führenden Maschinenbauunternehmen der Niederlande. Während des Zweiten Weltkriegs erlangte das Werk in Hengelo Bekanntheit als Ausgangspunkt des sogenannten April-Mai-Streiks gegen die Politik der deutschen Besatzungsmacht.
Im Jahr 1954 fusionierte Stork mit dem niederländischen Maschinen- und Fahrzeugbauunternehmen Werkspoor. Das gemeinsame Unternehmen firmierte danach als Verenigde Machinefabrieken Stork-Werkspoor (kurz VMF). Unter dem Dach der VMF konzentrierte sich Stork auf den Maschinen- und Anlagenbau und Werkspoor auf den Fahrzeugbau.
1968 wurden die Aktivitäten im Bereich Anlagen- und Apparatebau durch die Übernahme des Herstellers Bronswerk gestärkt. Weiterhin wurden die kleineren Unternehmen Nolte (1989) und Comprimo (1994) übernommen. Insgesamt waren die 1960er- bis -90er-Jahre aber eher von einer Absatzkrise im Bereich der Schwerindustrie und von einer starken Reduzierung der Produktionskapazitäten und Arbeitsplatzabbau geprägt.
1992 ging das Unternehmen VMF Stork als Stork N.V. an die Amsterdamer Börse.
1996 übernahm Stork Teile des insolventen Flugzeugherstellers Fokker und führt diese seitdem unter der Firma Fokker Aviation fort.
2007 kam es zu einem Zerwürfnis unter den Anteilseignern, nachdem der Hedgefonds Centaurus and Paulson als Großaktionär einen Strategiewechsel und einen Verkauf von Geschäftsbereichen gefordert hatte. In der Folge übernahm der britische Investmentfonds Candover Investments die Aktienmehrheit an Stork. Gleichzeitig wurde der Bereich Lebensmitteltechnik abgestoßen. Unter dem neuen Hauptaktionär zog sich Stork 2008 aus dem offenen Börsenhandel zurück und firmierte von einer Naamloze Vennootschap (NV) in eine Besloten Vennootschap (BV) um.
Seit einer Übernahme für 695 Millionen Euro im Jahr 2015 gehört Stork dem US-Anlagenbauer Fluor.
Die Geschäfte in Belgien, den Niederlanden, Deutschland und USA wurden Anfang 2024 an Bilfinger abgegeben. Der Bereich Vereinigtes Königreich ging an Altrad und die Bereiche Peru und Kölumbien als Magnex ausgegliedert.

### Historisch

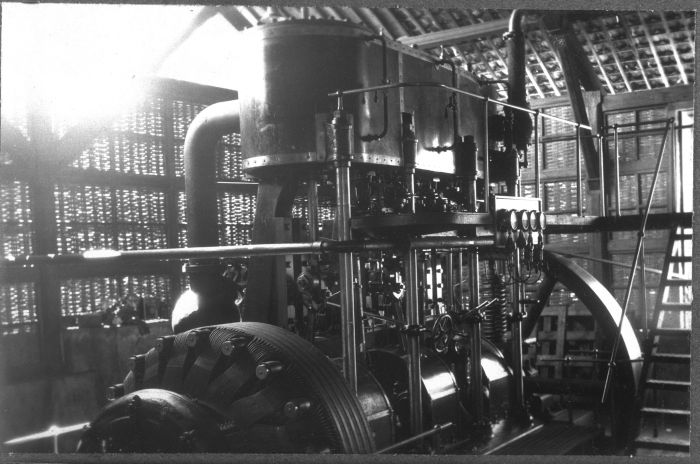
Dampfmaschine von Stork (Bj. 1926)

Im Laufe seiner 150-jährigen Unternehmensgeschichte hat Stork die verschiedensten Produkte und Dienstleistungen angeboten, darunter:
- Textilmaschinen (Webmaschinen, Spinnmaschinen, Textildruckmaschinen …)
- Dampfmaschinen, Dampfkessel, Feuerungsanlagen
- Verbrennungsmotoren, insbes. Dieselmotoren
- Getriebebau
- Wärmetauscher und andere Apparate
- Kräne und Hebezeuge
- Schienen-, Kraft- und Luftfahrzeuge (siehe Werkspoor und Fokker)
- Schiffe: Schwimmbagger, Schlepper und andere Spezial- und Arbeitsschiffe
- diverse Maschinen und Anlagen für Lebensmittelproduktion, Zuckerfabriken, u. v. a. m.